# 13920 Montecorvino
13920 Montecorvino este un asteroid care intersectează orbita planetei Marte.

## Descriere
13920 Montecorvino este un asteroid care intersectează orbita planetei Marte. Asteroidul prezintă o orbită caracterizată de o semiaxă mare de 2,16 ua, o excentricitate de 0,24 și o înclinație de 3,1° în raport cu ecliptica.